# Ka Wai Cheung
Ka Wai Cheung est un joueur de snooker hongkongais né le 17 février 1999.

## Carrière
En 2015, Ka Wai Cheung remporte le championnat du monde amateur des moins de dix huit ans. À la suite de ce résultat, l'association mondial de snooker (WPBSA) l'invite à prendre part aux qualifications en vue de gagner sa participation pour le tableau final du championnat du monde 2016.
En juillet 2022, il obtient la médaille d'or aux Jeux mondiaux.
Sa victoire à l'Open de la fédération en février 2024 lui permet d'accéder au circuit professionnel pour la première fois,. 

## Palmarès
| Légende | Catégorie                      | Titres                         | Finales                        |
|         | Tournois classés               | 0                              | 0                              |
|         | Tournois non classés           | 0                              | 0                              |
|         | Tournois pro-am                | 1                              | 0                              |
|         | Circuit du challenge           | 1                              | 0                              |
|         | Tournois amateurs              | 1                              | 2                              |
| Gras    | Tournois de la triple couronne | Tournois de la triple couronne | Tournois de la triple couronne |

### Titres
| Saison    | Nom du tournoi                                   | Lieu              | Finaliste          | Score | Tableau |
| 2015      | Championnat du monde amateur des moins de 18 ans | Saint-Pétersbourg | Ming Tung Chan     | 5–2   |         |
| 2019-2020 | Circuit du challenge (épreuve 1)                 | Nuremberg         | Oliver Brown       | 3–1   |         |
| 2022-2023 | Jeux mondiaux                                    | Birmingham        | Abdelrahman Shahin | 3–1   | Tableau |

### Finales
| Saison | Nom du tournoi                         | Lieu       | Finaliste     | Score | Tableau |
| 2019   | Championnat d'Asie des moins de 21 ans | Chandigarh | Zhao Jianbo   | 3–6   |         |
| 2023   | Championnat du monde amateur           | Doha       | Ali Alobaidli | 1–6   |         |